# 弗拉泽
弗拉泽（法語：Frazé，法語發音：[fʁaze]）是法国厄尔-卢瓦省的一个市镇，位于该省西部，属于诺让勒罗特鲁区。

## 地理
弗拉泽（48°15'41"N, 1°5'58"E）面积27.55 平方千米，位于法国中央-卢瓦尔河谷大区厄尔-卢瓦省，该省份为法国北部内陆省份，北起顺时针与厄尔省、伊夫林省、埃松省、卢瓦雷省、卢瓦-谢尔省、萨尔特省和奧恩省接壤。
与弗拉泽接壤的市镇（或旧市镇、城区）包括：蒙蒂尼勒沙尔蒂夫、安韦尔、沙桑、当皮埃尔苏布鲁、沃斯鲁。
弗拉泽的时区为UTC+01:00、UTC+02:00（夏令时）。

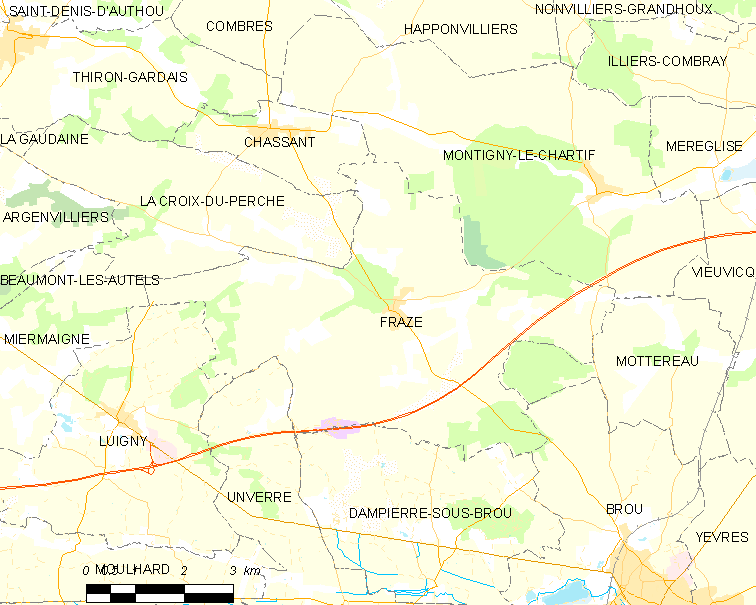
弗拉泽的OSM定位图

## 行政
弗拉泽的邮政编码为28160，INSEE市镇编码为28161。

## 政治
弗拉泽所属的省级选区为布鲁县。

## 人口

1962-2008年间弗拉泽人口变化图示

弗拉泽于2022年1月1日时的人口数量为488人。